# La Contre-démocratie
La Contre-démocratie est un essai de Pierre Rosanvallon sur la société de défiance paru en septembre 2006 aux éditions du Seuil.

## Mot de l'éditeur
Le citoyen des démocraties modernes aurait déserté le forum pour se réfugier dans la sphère privée, répètent à l'envi les pessimistes. Ce jugement ignore en réalité une large part de notre vie politique. En marge des procédures institutionnelles censées installer la confiance entre gouvernants et gouvernés, s'est en effet développé un vaste continent de la défiance active. Surveiller, empêcher et juger sont ainsi devenus les travaux quotidiens des citoyens de la « contre-démocratie ». C'est cette face cachée de l'activité démocratique dont Pierre Rosanvallon propose ici la première théorie d'ensemble. En l'inscrivant dans un cadre historique et politique élargi, ce livre éclaire d'un jour nouveau les mobilisations négatives qui émaillent notre vie publique au risque de la paralyser.